# Jagdgradnetzmeldeverfahren
Das Jagdgradnetzmeldeverfahren der deutschen Luftwaffe war während des Zweiten Weltkriegs ein Koordinatensystem zur Ortung feindlicher Verbände und zur Koordinierung der Abwehr beziehungsweise des Angriffs.
Die deutsche Kriegsmarine nutzte ein vergleichbares Verfahren, genannt Marinequadrate.

## Geschichte
Das Gradnetzmeldeverfahren wurde vor dem Krieg entwickelt und blieb bis Ende April 1943 in Anwendung. Mit zunehmenden Einflügen feindlicher Bomber wurde es notwendig, das Verfahren zur Jäger- und Flakführung zu erweitern. Diese Erweiterung wurde von Wolfgang Martini durch die Einführung am 1. Mai 1943 eines Jägermeldenetz vollzogen.

## Methode
Die Gradnetzmeldekarten der Luftwaffe basierten auf dem Gitternetz der geographischen Längen- und Breitengraden. Die Längengrade vom Meridian, dem 0 Grad variieren um 10 Grad von West nach Ost, etwa 10, 20, 30, 40 Grad usw. Die Breitengrade wandern ebenfalls um 10 Grad von Nord nach Süd etwa 59, 49, 39 Grad usw. Dabei wurde das damalige Reichsgebiet in Planquadrate von jeweils zehn Längen- und Breitengrade heißen Zusatzzahlgebiet. Ihre Bezeichnung wurde bestimmt durch die erste Zehnerzahl des Längengrades und der ersten Zehnerzahl des Breitengrades, bei Grundzahlen unter zehn wird mit Null bestimmt. Da sich in den vier Erdquadranten die Zusatzzahlgebiete wiederholen, muss von noch die Unterscheidung: Ost und West, bzw. Südost und Südwest einführen.
Da sich Deutschland in der nördlichen Hemisphäre befindet, wurde Nordost schlicht in Ost umbenannt. Die dadurch entstandenen Räume wurden die Längen- und Breitengrade in 100 Großtrapeze unterteilt. – Es handelte sich natürlich nicht um Quadrate, weil die Längengraden am Nordpol in einem Punkt zusammenlaufen, die nördliche Seite ist kürzer als die südliche. Diese Großtrapeze wurden mit den Zahlen von 00 bis 99. Ein Großtrapez hatte etwas die Größe von 70 × 111 km. Die erste Stelle war die Einerzahl der geographischen Länge, die zweite war die Einerzahl der geographischen Breite. Die weiter Unterteilung nannte man Mitteltrapez. Das Großtrapez wurde in ein südliches und ein nördliches teilte, bei 30 Grad geographischer Breite und bei 15, 30, 45 Grad geographischer Länge. Dadurch entstanden acht Mitteltrapeze von ca. 35 × 28 km Größe.
Die Bezeichnung lief, wie die Schrift von rechts nach links und von oben nach unten, also von Nordwestecke zur Südostecke mit den Buchstaben von A bis U ohne dem I; AA,AB, AC bis zu AU um wieder im Westen zu beginnen, nur diesmal eine Reihe tiefer mit BA, BB, BC bis zum BU usw. Dieses Mitteltrapez wurde wiederum in neun Kleintrapeze, von der Größe 9 × 11 km. Die Bezeichnung waren diesmal Ziffern und sie liefen, wie die Schreibschrift von 1 bis 9. Dieses Kleintrapez wiederum wurde in vier Meldetrapeze von ca. 3 × 4 km unterteilt. Die Bezeichnung waren Kleinbuchstaben von a bis i. Welches wiederum in vier Arbeitstrapez von ca. 1 × 1,2 km unterteilt wurde. Die Bezeichnung waren links oben (Lo) rechts oben (ro), links unten (lu) und rechts unten (ru).

## Kriegsmarine
Bei der Kriegsmarine wurden die Seegebiete der Erde in sogenannte Großquadrate unterteilt. Diese hatten etwa 900 km Kantenlänge und wurden jeweils mit zwei Buchstaben gekennzeichnet, wie AD, AE, AF, AG und so weiter. Jedes dieser Großquadrate wurde mithilfe einer 3×3-Matrix in neun kleinere Quadrate unterteilt, die mit den Ziffern 1 bis 9 durchnummeriert wurden. In einem zweiten Schritt wurde jedes der neun Quadrate wiederum in neun noch kleinere Quadrate unterteilt. Diese Feinunterteilung wurde in gleicher Weise noch zweimal wiederholt. Nach dem vierten Schritt bekam man Quadrate mit etwa 10 km Kantenlänge, die mit zwei Buchstaben und vier Ziffern gekennzeichnet wurden. Beispielsweise liegt die Insel Helgoland demnach im Marinequadrat AN 9566. Dies alles sollte einerseits der Geheimhaltung dienen und war andererseits ein nützliches Instrument, um Positionsangaben möglichst kompakt mithilfe der Chiffriermaschine Enigma übermitteln zu können.